# Desta Damtev
Ras Desta Damtev (amharsko ደስታ ዳምጠው), etiopski guverner in vojaški poveljnik, * okoli 1898, Maskan, Šoa, † 24. februar 1937, Egian, Šoa.
Ras Desta je bil eden od zetov neguša negastija Hajla Selasija I., prvi mož princese Tanagnevork Hajle Selasijeve. Poveljeval je etiopskim vojaškim silam ob južni meji Etiopije med 2. italijansko-abesinsko vojno. Po bitki pri Gogetiju je ranjen ušel pokolu, vendar so ga pet dni kasneje ujeli in usmrtili v bližini rojstnega kraja.